# Francisco Alves (Paraná)
Francisco Alves é um município brasileiro do estado do Paraná.

## História
O município de Francisco Alves foi criado em 24 de agosto de 1972, por força da lei Estadual n° 6.314, que o desmembrou de Iporã.